# Love Myself (Tracee-Ellis-Ross-Lied)
Love Myself ist ein Song von Tracee Ellis Ross und der Titelsong für den Film The High Note. Es wurde am 15. Mai 2020 als Download veröffentlicht und ist auch auf dem Soundtrack zum Film enthalten.

## Entstehung

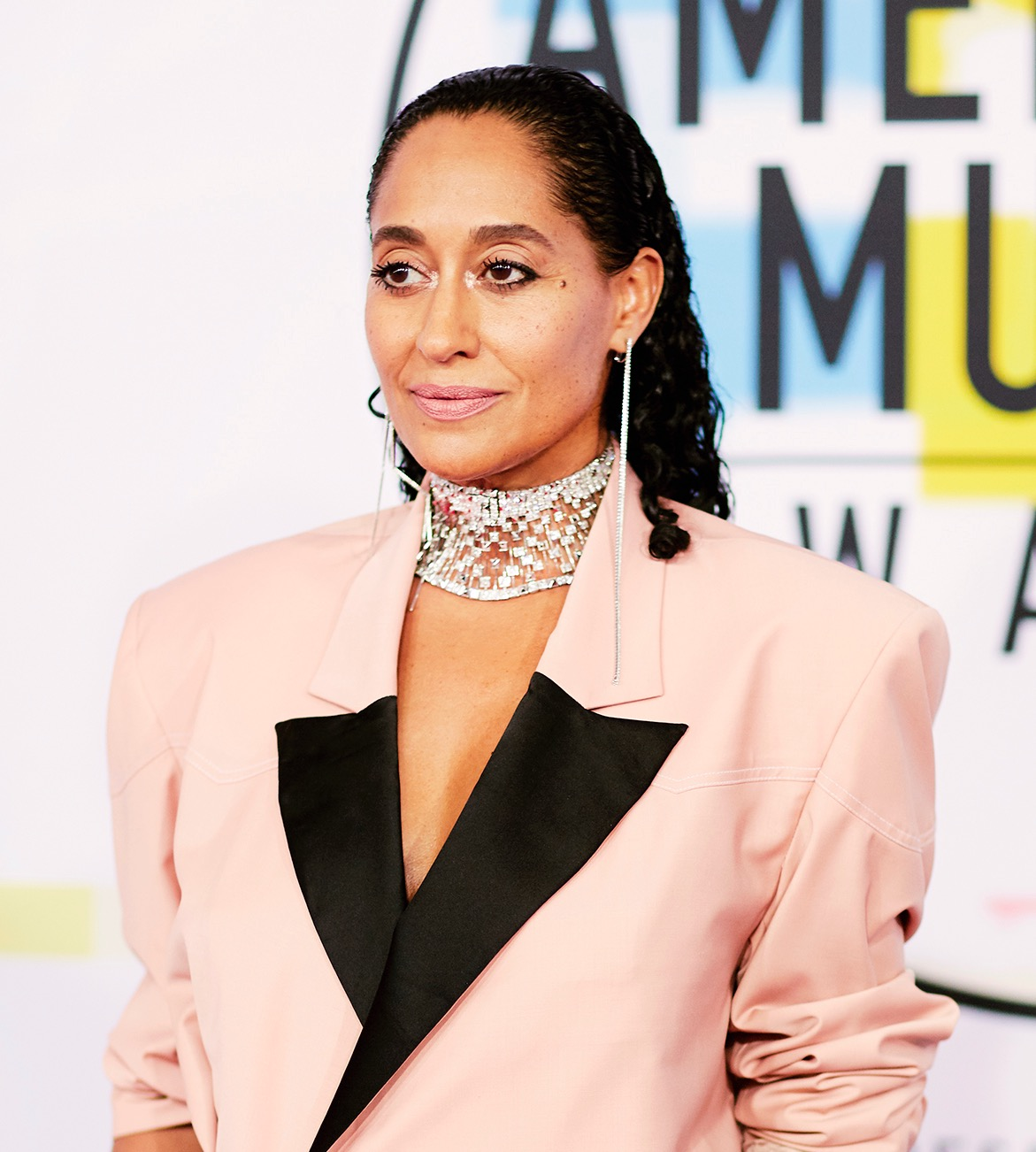
Tracee Ellis Ross ein halbes Jahr vor Drehbeginn von The High Note

Bei Love Myself handelt es sich um die Debütsingle der US-amerikanischen Schauspielerin und Golden-Globe-Preisträgerin Tracee Ellis Ross. Das Lied wurde von Sarah Aarons und Greg Kurstin geschrieben. und ist der Titelsong für den Film The High Note von Nisha Ganatra, in dem Ross in der Rolle der Pop-Diva Grace Davis zu sehen ist.

## Veröffentlichung
Ross stellte Love Myself erstmals am 15. Februar 2020 im Rahmen eines Interviews mit Oprah Winfrey vor. Am 15. Mai 2020 wurde das Lied als Download veröffentlicht und ist auch auf dem Soundtrack zum Film enthalten, der Ende Mai 2020 veröffentlicht wurde.